# Amphoe Phatthana Nikhom

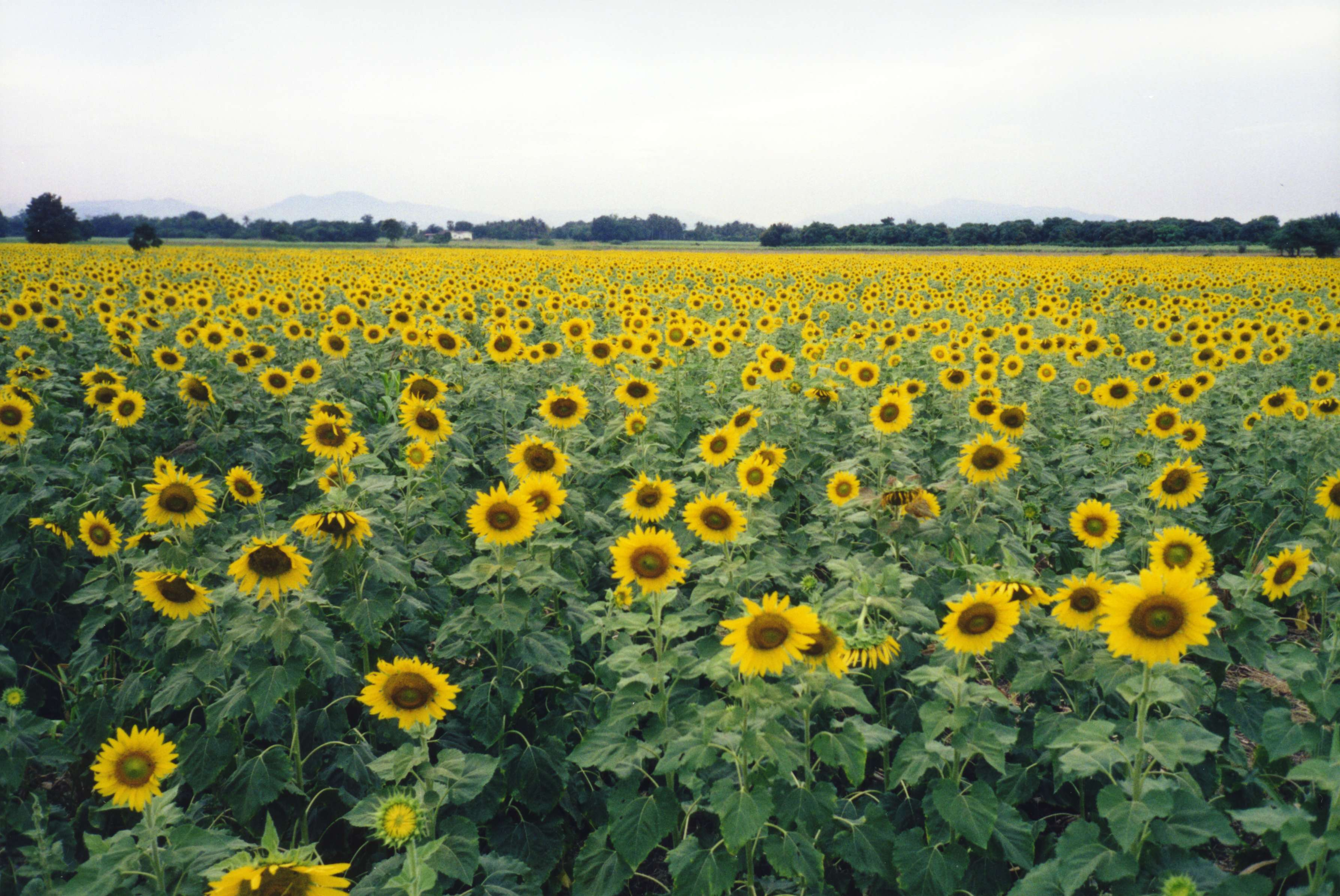
Sonnenblumen-Felder in Phatthana Nikhom

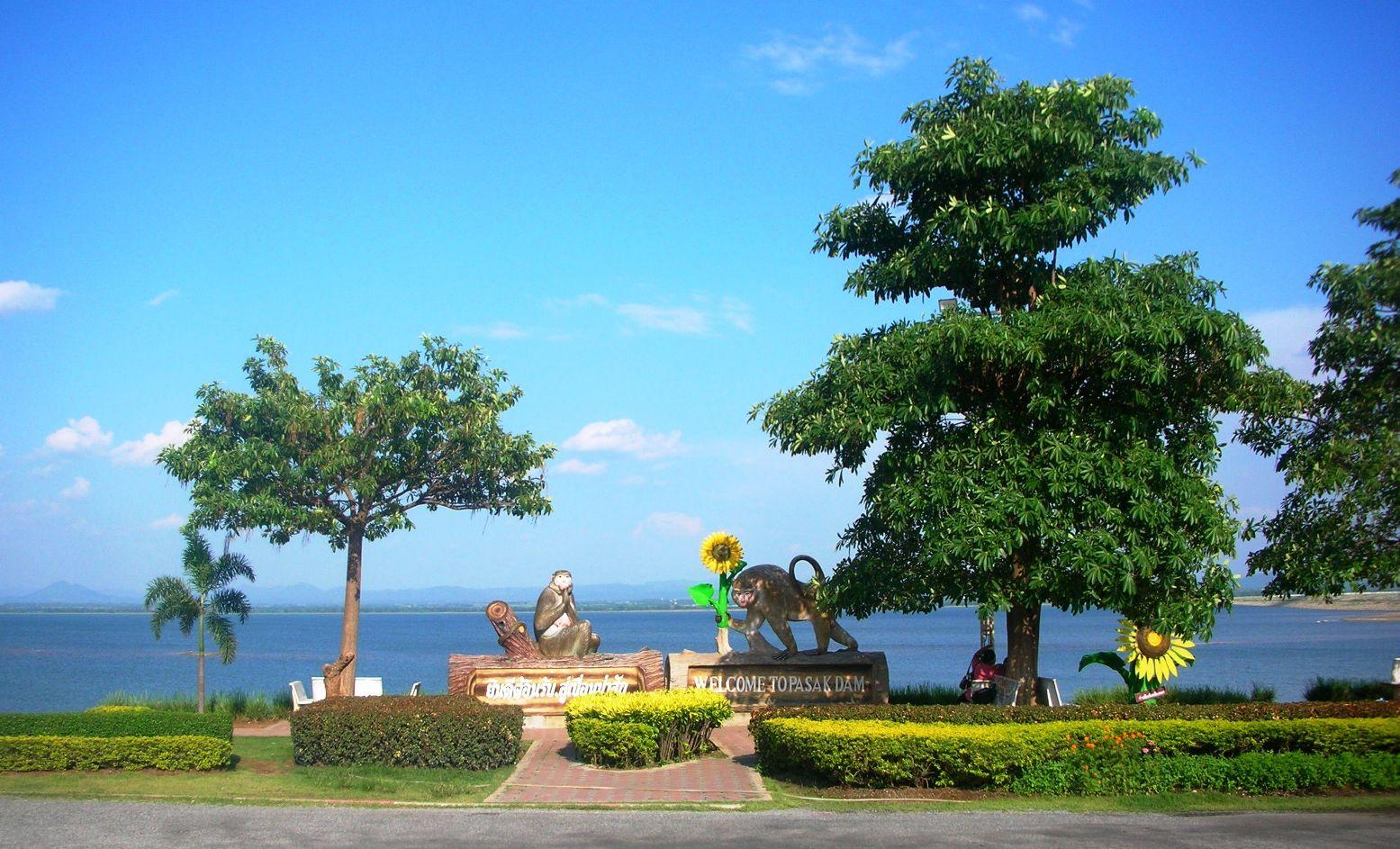
Pa-Sak-Chonlasit-Stausee

Amphoe Phatthana Nikhom (Thai: อำเภอ พัฒนานิคม) ist ein Landkreis (Amphoe – Verwaltungs-Distrikt) im Süden der Provinz Lop Buri. Die Provinz Lop Buri liegt in der Zentralregion von Thailand.

## Geographie
Benachbarte Amphoe sind vom Norden her gesehen: die Amphoe Chai Badan und Tha Luang der Provinz Lop Buri, die Amphoe Muak Lek, Wang Muang, Kaeng Khoi, Chaloem Phra Kiat und Phra Phutthabat der Provinz Saraburi sowie die Amphoe Mueang Lop Buri und Khok Samrong in Lop Buri.
Der Maenam Pa Sak (Pa-Sak-Fluss) wird durch den Pa-Sak-Chonlasit-Staudamm (เขื่อนป่าสักชลสิทธ) im Landkreis aufgestaut.

## Geschichte
Der Landkreis wurde ursprünglich in der Regierungszeit von Feldmarschall Plaek Phibul Songkhram angelegt.
Am 23. Februar 1962 wurde der „Zweigkreis“ (King Amphoe) Phatthana Nikhom eingerichtet, indem die fünf Tambon Di Lang, Manao Wan, Khok Salung, Chong Sarika und Nong Bua vom Amphoe Mueang Lop Buri abgetrennt wurden.
Am 16. Juli 1963 wurde er zum Amphoe heraufgestuft.

## Sehenswürdigkeiten
Wegen der riesigen Sonnenblumen-Felder ist Phatthana Nikhom ein beliebtes Ausflugsziel für Touristen.

## Verwaltung

### Provinzverwaltung
Der Landkreis Phatthana Nikhom ist in neun Tambon („Unterbezirke“ oder „Gemeinden“) eingeteilt, die sich weiter in 89 Muban („Dörfer“) unterteilen.
| Nr. | Name             | Thai      | Muban | Einw.  |
| --- | ---------------- | --------- | ----- | ------ |
| 01. | Phatthana Nikhom | พัฒนานิคม   | 14    | 14.012 |
| 02. | Chong Sarika     | ช่องสาริกา  | 13    | 07.936 |
| 03. | Manao Wan        | มะนาวหวาน | 08    | 04.468 |
| 04. | Di Lang          | ดีลัง       | 07    | 07.829 |
| 05. | Khok Salung      | โคกสลุง    | 11    | 11.341 |
| 06. | Chon Noi         | ชอนน้อย    | 05    | 02.616 |
| 07. | Nong Bua         | หนองบัว    | 11    | 06.249 |
| 08. | Huai Khun Ram    | ห้วยขุนราม  | 11    | 07.009 |
| 09. | Nam Sut          | น้ำสุด      | 09    | 04.370 |

### Lokalverwaltung
Es gibt vier Kommunen mit „Kleinstadt“-Status (Thesaban Tambon) im Landkreis:
- Khao Phraya Doen Thong (Thai: เทศบาลตำบลเขาพระยาเดินธง) bestehend aus Teilen des Tambon Phatthana Nikhom.
- Kaeng Suea Ten (Thai: เทศบาลตำบลแก่งเสือเต้น) bestehend aus Teilen des Tambon Nong Bua.
- Phatthana Nikhom (Thai: เทศบาลตำบลพัฒนานิคม) bestehend aus Teilen des Tambon Phatthana Nikhom.
- Di Lang (Thai: เทศบาลตำบลดีลัง) bestehend aus dem kompletten Tambon Di Lang.

Außerdem gibt es sieben „Tambon-Verwaltungsorganisationen“ (องค์การบริหารส่วนตำบล – Tambon Administrative Organizations, TAO)
- Chong Sarika (Thai: องค์การบริหารส่วนตำบลช่องสาริกา) bestehend aus dem kompletten Tambon Chong Sarika.
- Manao Wan (Thai: องค์การบริหารส่วนตำบลมะนาวหวาน) bestehend aus dem kompletten Tambon Manao Wan.
- Khok Salung (Thai: องค์การบริหารส่วนตำบลโคกสลุง) bestehend aus dem kompletten Tambon Khok Salung.
- Chon Noi (Thai: องค์การบริหารส่วนตำบลชอนน้อย) bestehend aus dem kompletten Tambon Chon Noi.
- Nong Bua (Thai: องค์การบริหารส่วนตำบลหนองบัว) bestehend aus Teilen des Tambon Nong Bua.
- Huai Khun Ram (Thai: องค์การบริหารส่วนตำบลห้วยขุนราม) bestehend aus dem kompletten Tambon Huai Khun Ram.
- Nam Sut (Thai: องค์การบริหารส่วนตำบลน้ำสุด) bestehend aus dem kompletten Tambon Nam Sut.